# Crozetovy ostrovy
Crozetovy ostrovy (francouzsky: archipel des Crozet dříve îles Crozet) jsou francouzským zámořským územím nacházejícím se v jižní části Indického oceánu. Toto subantarktické souostroví se skládá z šesti malých ostrovů a mnoha útesů.

## Geografie
Crozetovo souostroví vzniklo působením vulkánu.
- Île aux Cochons (Prasečí ostrov)
- Île des Pingouins (ostrov Tučňáků)
- Îlots des Apôtres (ostrovy Apoštolů)
- Île de la Possession (ostrov Majetek neboli Náš ostrov)
- Île de l'Est (Východní ostrov)

Ostrovy Apoštolů zahrnují dva větší ostrovy (Grand Île – Velký ostrov a Petite Île – Malý ostrov) a přibližně 20 skalisek.
Seznam hlavních ostrovů:

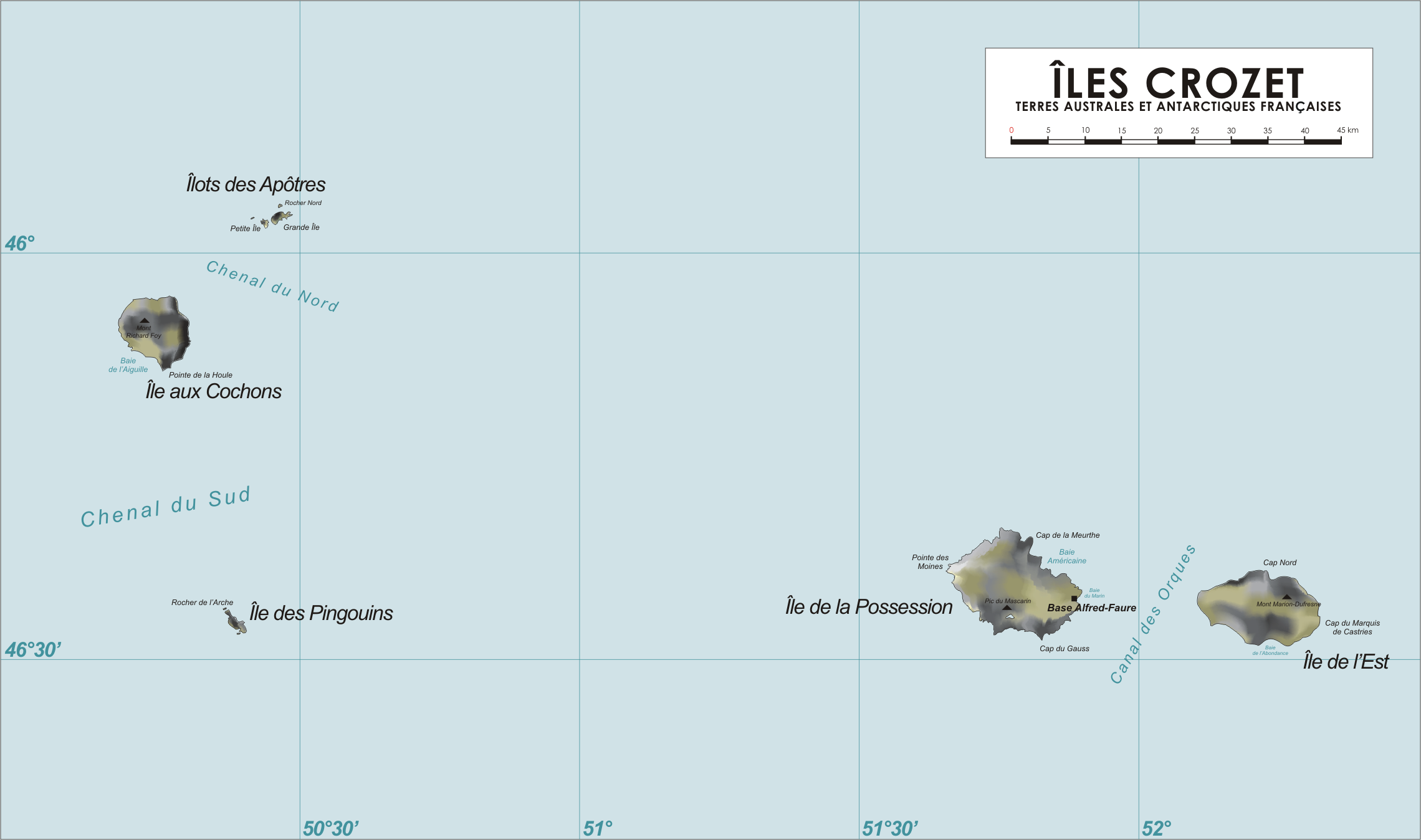
Mapa Crozetových ostrovů

Crozetovy ostrovy nejsou trvale obydleny. Výjimku tvoří posádka výzkumné stanice Alfred Faure (u Alfrédova přístavu), která leží ve východní části Našeho ostrova. Dalšími výzkumnými stanicemi umístěnými na tomto souostroví byly La Grande Manchotière a La Petite Manchotière.

## Geologie
Současná podoba zemského povrchu v oblasti, kde se nachází Crozetovy ostrovy, byla utvořena zhruba před padesáti miliony lety. Důkazem toho jsou magnetické anomálie vyskytující se na mořském dně poblíž ostrovů. Stáří čediče na těchto ostrovech se odhaduje na 8,8 miliónů let.

## Podnebí
Na Crozetových ostrovech spadne ročně více než 2000 mm srážek. Prší zde v průměru 300 dní v roce. Vítr dosahující rychlosti 100 km/h fouká asi 100 dnů v roce. Teplota ovzduší v létě dosahuje 18 °C (64 °F) a v zimě jen zřídka klesá pod 5 °C (41 °F).

## Dějiny
Francouzská námořní výprava vedena Marcem-Josephem Marionem du Fresne přistála u břehů Île de la Possession 24. ledna 1772. Marion du Fresne prohlásil celé souostroví za majetek Francie. Ostrov, který tato expedice spatřila jako první, dostal rovněž jméno Majetek. Du Fresne pojmenoval nově objevené souostroví nejprve po sobě, záhy ho však přejmenoval po svém prvním důstojníkovi Julesovi Crozetovi.
Počátkem 19. století se Crozetovy ostrovy staly oblíbeným cílem lovců tuleňů. Tato zvířata zde byla vyhlazena velmi brzo poté, v roce 1835. Zanedlouho začaly k ostrovům mířit další lodě lovců, především velrybářů, kteří připlouvali hlavně z Massachusetts. V roce 1841 zde bylo v sezóně celkem 19 velrybářských lodí a zanedlouho počet lodí vzrostl tak, že jen ze Spojených států zde plulo více než 20 lodí velrybářů, což způsobilo rychlé vylovení zdejších vod a koncem 19. století sem připlouvaly lodi velmi zřídka.
Četné útesy strážící břehy Crozetových ostrovů zapříčinily nejedno lodní ztroskotání. Britská loď lovců tuleňů Princess of Wales se v těchto místech potopila v roce 1821 a ti, kteří nehodu přežili, museli strávit následující dva roky na nehostinných ostrovech. V roce 1887 ztroskotala francouzská loď Tamaris poblíž Prasečího ostrova. Přeživší námořníci, kterým se podařilo dostat se na ostrov, chytili albatrosa na jehož nohu uvázali vzkaz o své situaci a nechali ho odletět. Pták byl chycen o 7 měsíců později ve Fremantlu, přístavním městě na západě Austrálie. Posádku Tamarisu se už ale zachránit nepodařilo. Vzhledem k velice častým případům ztroskotání lodí v okolí Crozetových ostrovů vysílá Královské britské námořnictvo každých několik let loď, aby pátrala po případných trosečnících.
Crozetovy ostrovy byly nejprve přičleněny k Madagaskaru, jako jeho dependence. V roce 1955 byl status ostrovů pozměněn, staly se součástí francouzského zámořského teritoria Francouzská jižní a antarktická území. V roce 1938 bylo souostroví prohlášeno přírodní rezervací. První výzkumná stanice na Crozetových ostrovech byla založena v roce 1961 a do provozu uvedena o dva roky později. Byla pojmenována po Alfredovi Faurem, prvním vedoucím výzkumníkovi, který v ní působil. Stanice leží na východě Île de la Possession a od svého otevření v roce 1963 je jediných trvale osídleným místem celého souostroví. Pracuje v ní 18 – 30 výzkumníků, jejichž počet se mění podle ročních období. Alfred Faure je stanicí meteorologického, biologického, geologického a nově také seismografického a geomagnetického výzkumu (IAGA kód CZT).
Od roku 2019 jsou Crozetovy ostrovy a okolní moře (souhrnná plocha 2 557 km²) společně s Kerguelenami a ostrovy Svatý Pavel a Amsterdam součástí světového přírodního dědictví UNESCO.

## Fauna

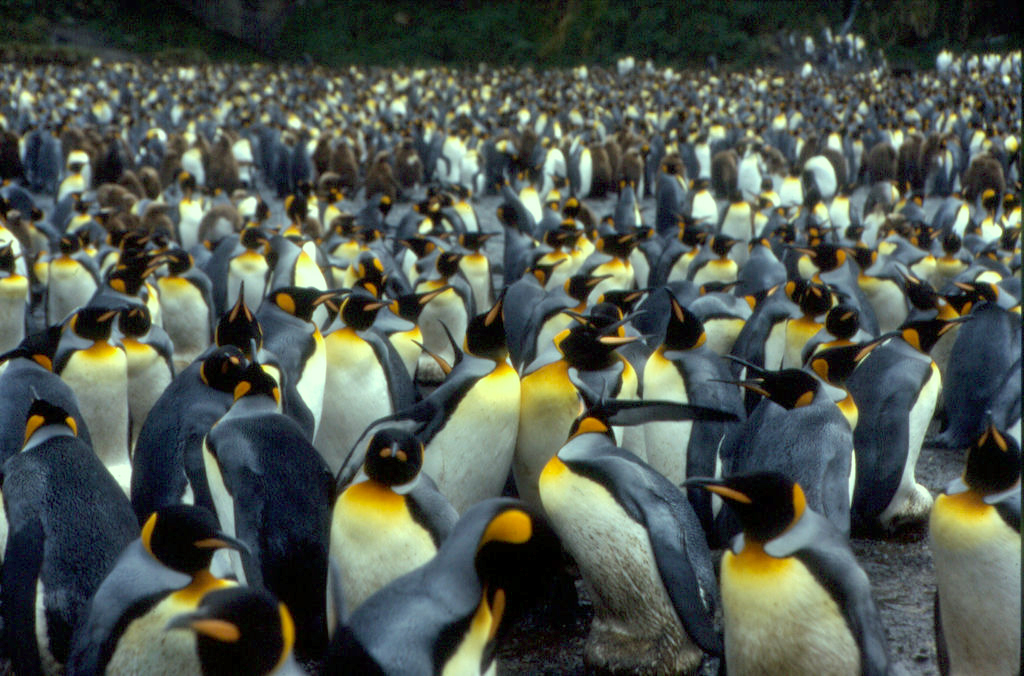
Kolonie tučňáků patagonských žijících na Crozetových ostrovech

Crozetovy ostrovy jsou domovinou čtyř druhů tučňáků. Počet jedinců je odhadován na 4 miliony. Nejvíce jsou zastoupeni tučňáci žlutorozí a tučňáci patagonští. Na Východním ostrově nalézají své útočiště tučňáci skalní a žije zde také malá kolonie tučňáků oslích. Rovněž se zde v hojném počtu vyskytuje přezimující vodní pták štítonos černozobý. Mezi další zvířata žijící na těchto ostrovech patří lachtan medvědí, rypouš sloní a albatros stěhovavý.
Všichni tito tvorové tu mají i svého přirozeného nepřítele, tím je kosatka dravá. Pozoruhodným chováním těchto kytovců jsou jejich intenzivní lovecké nájezdy na mělčiny. Toto raritní chování kosatek lze spatřit i u pobřeží argentinské Patagonie. Vědci se domnívají, že se tento zvyk traduje v rámci jednotlivých rodin kytovců z generace na generaci. Lov kosatek dravých má pozitivní dopad na populaci lachtanů, která se díky úbytku predátorů rozrůstá.
Na Crozetovy ostrovy byly z lodí dovlečeny jednak myši a krysy, a také kočky, které měly tyto škůdce vyhubit. To vše způsobilo změny v původním ekosystému. Prasata, původně dovezená na Prasečí ostrov a kozy dovezené na Náš ostrov jako zdroje potravy pro někdejší trosečníky a osadníky dnes už na ostrovech nenajdeme.
Kvůli dlouhodobému lovu jsou dnes populace albatrosů stěhovavých a kalmarů Hamiltnových monitorovány. Vody v okolí Crozetových ostrovů nyní kontroluje Francouzské námořnictvo i hnutí Greenpeace.